# 第九三八海軍航空隊
第九三八海軍航空隊(だい938かいぐんこうくうたい）は、日本海軍の部隊の一つ。太平洋戦争中盤にソロモン諸島防衛・哨戒に従事した。

## 沿革
米豪分断の最前線基地としてソロモン諸島の占領をもくろんだ日本海軍は、米軍からガダルカナル島を奪還すべく、多数の航空隊を派遣した。ラバウルより前方に飛行場を持たない海軍は、ブーゲンビル島沖のショートランドを停泊地とし、多数の水上機母艦を進出させた上で近距離哨戒・掃討作戦に就かせた。当初は艦載機を一括運用し「R方面部隊」と称したが、水上機母艦の多くが喪失運送船の穴埋めに転用されたため、現地で母艦から外れた独立航空隊に改められて任務を続行することになった。九三八空は第九五八海軍航空隊に続き、母艦から降ろして編成された水上機部隊である。九三八空は運送船に転籍した国川丸の艦載機隊を主幹とし、定数16機の不足分を水上機母艦籍にとどまった神川丸から補充して開かれた。

### 昭和18年（1943年）
4月15日　特設水上機母艦国川丸、運送船に転籍。艦載機（零式水上観測機16機)　はショートランドに残留し、九三八空を新編。
　　　　　　　　　第八艦隊附属に転籍。任務上は「R方面部隊」に残留。
6月30日　レンドバ島にアメリカ軍上陸。第六空襲部隊を九五八空などと結成。
7月1日　レンドバ島を偵察。以後、9月まで偵察・銃爆撃に従事。
9月20日　コロンバンガラ島守備隊の撤退に協力。防空哨戒・魚雷艇掃討に従事。
11月1日　ブカ島に撤退。ソロモン諸島の哨戒は継続。
　　　　　　　　　ベララベラ島への物資投下を5回実施。
10月27日　モノ岬への連合軍上陸部隊を発見、翌日の「ろ号作戦」発動に貢献。
11月12日　第四次ブーゲンビル島沖航空戦に索敵隊として参加（これをもってろ号作戦終了）。

### 昭和19年（1944年）
1月18日　チョイスル島守備隊の撤退に協力。21日まで防空哨戒・魚雷艇掃討に従事。
2月20日　第二五三海軍航空隊の撤退をもって「ラバウル航空隊」消滅。
3月10日　第十七軍のタロキナ攻撃を上空支援。
3月15日　ブインに進出、以後月2回程度のペースでブーゲンビル島周辺の哨戒・ラバウルへの物品輸送に従事。
8月4日　連絡のためトラック環礁へ1機出発。無事往復（九五八空と九三八空のどちらの水偵かは不明）
12月10日　解隊。
装備が払底し、機体を九五八空に譲って解散した。要員は内地帰還ができず、ラバウルにとどまり、12月1日に新編した陸戦隊の「第八五警備隊」に編入されて終戦を迎えた。この八五警はニューギニアのフィンシュハーフェンの戦いに参加した初代とはまったく別物の二代目である。

## 主力機種
- 零式水上観測機
- 零式三座水上偵察機など各種水上偵察機。

## 歴代司令
- 寺井邦三（昭和18年4月15日‐）
- 山田龍八（昭和19年2月25日‐昭和19年12月10日解隊）